# Alsophila (plant)
Alsophila is een botanische naam in de rang van geslacht. De naam is afgeleid uit het Grieks 'alsos' = "bos", 'phileein' = "bevriend zijn met".
Een geslacht onder deze naam wordt niet algemeen erkend. De planten die hier ingedeeld worden, kunnen ook beschouwd worden als een ondergeslacht (Cyathea subg. Alsophila). In die opvatting zullen in het geslacht Cyathea niet alleen het geslacht Alsophila ingevoegd worden maar ook Hemitelia en Sphaeropteris.
Het gaat om circa twee- à driehonderd soorten in vochtige, (sub)tropische en warmgematigde gebieden. Het zijn typische boomvarens met een duidelijke stam en grote, dubbel of meermalen geveerde bladeren met vliezige schubben aan de bladsteel. De sori liggen aan de onderzijde van de bladeren op de nerven en bezitten geen indusium.

## Soorten
- Alsophila abbottii (Maxon) R.M.Tryon
- Alsophila acanthophora (Holttum) R.M.Tryon
- Alsophila acrostichoides Alderw. (syn. Cyathea acrostichoides)
- Alsophila acuminata (Copel.) R.M.Tryon
- Alsophila acutula R.M.Tryon
- Alsophila albida (Tardieu) R.M.Tryon
- Alsophila albidosquamata (Rosenst.) Lehnert
- Alsophila alderwereltii (Copel.) R.M.Tryon
- Alsophila alleniae (Holttum) R.M.Tryon
- Alsophila alpina Alderw.
- Alsophila alta (Copel.) R.M.Tryon
- Alsophila alternans (Hook.) Hook.
- Alsophila amboinensis Alderw.
- Alsophila aneitensis (Hook.) R.M.Tryon
- Alsophila angiensis A.Gepp
- Alsophila apiculata Rosenst.
- Alsophila apoensis (Copel.) R.M.Tryon
- Alsophila appendiculata (Baker) R.M.Tryon
- Alsophila approximata (Bonap.) R.M.Tryon
- Alsophila archboldii (C.Chr.) R.M.Tryon
- Alsophila arfakensis A.Gepp
- Alsophila auneae D.S.Conant
- Alsophila auriculata (Tardieu) R.M.Tryon
- Alsophila australis R.Br.
- Alsophila austroyunnanensis S.G.Lu
- Alsophila balanocarpa (D.C.Eaton) D.S.Conant
- Alsophila baroumba L.Linden
- Alsophila basirotundata (Rakotondr. & Janssen) Christenh.
- Alsophila batjanensis Christ
- Alsophila bellisquamata (Bonap.) R.M.Tryon
- Alsophila binayana (M.Kato) Lehnert & Coritico
- Alsophila bisquamata (M.Kato) Lehnert & Coritico
- Alsophila borbonica (Desv.) R.M.Tryon
- Alsophila borneensis (Copel.) R.M.Tryon
- Alsophila brachyphylla (Holttum) Lehnert
- Alsophila brausei R.M.Tryon
- Alsophila brevipinna (Benth.) R.M.Tryon
- Alsophila brooksii (Maxon) R.M.Tryon
- Alsophila bryophila R.M.Tryon
- Alsophila buennemeijeri (Alderw.) R.M.Tryon
- Alsophila bullata Baker
- Alsophila calcicola Lehnert
- Alsophila callosa (Christ) R.M.Tryon
- Alsophila camerooniana (Hook.) R.M.Tryon
- Alsophila catillifera (Holttum) R.M.Tryon
- Alsophila celebica (Blume) Mett.
- Alsophila celsa R.M.Tryon
- Alsophila cincinnata (Brause) R.M.Tryon
- Alsophila cinerea (Copel.) R.M.Tryon
- Alsophila coactilis (Holttum) R.M.Tryon
- Alsophila colensoi Hook.f.
- Alsophila conantiana Lehnert
- Alsophila conferta (Janssen & Rakotondr.) Christenh.
- Alsophila confinis (C.Chr.) R.M.Tryon
- Alsophila costalisora (Copel.) R.M.Tryon
- Alsophila costularis Baker
- Alsophila coursii Tardieu
- Alsophila crassicaula R.M.Tryon
- Alsophila crenulata Mett. ex Hook
- Alsophila crinita Hook.
- Alsophila cubensis (Underw. ex Maxon) Caluff & Shelton
- Alsophila cucullifera (Holttum) R.M.Tryon
- Alsophila cunninghamii (Hook.f.) R.M.Tryon
- Alsophila cuspidata (Kunze) D.S.Conant
- Alsophila deckenii (Kuhn & Decken) R.M.Tryon
- Alsophila decrescens (Mett.) R.M.Tryon
- Alsophila dicksonioides (Holttum) R.M.Tryon
- Alsophila dilatata (Rakotondr. & Janssen) Christenh.
- Alsophila doctersii (Alderw.) R.M.Tryon
- Alsophila dregei (Kunze) R.M.Tryon
- Alsophila dryopteroides (Maxon) R.M.Tryon
- Alsophila edanoi (Copel.) R.M.Tryon
- Alsophila elata O.G.Martínez
- Alsophila emilei (Janssen & Rakotondr.) Christenh.
- Alsophila engelii R.M.Tryon
- Alsophila erinacea (H.Karst.) D.S.Conant
- Alsophila eriophora (Holttum) R.M.Tryon
- Alsophila esmeraldensis R.C.Moran
- Alsophila everta (Copel.) R.M.Tryon
- Alsophila excavata (Holttum) R.M.Tryon
- Alsophila excelsior Lehnert
- Alsophila exilis (Holttum) Lehnert
- Alsophila fenicis (Copel.) C.Chr.
- Alsophila ferdinandii R.M.Tryon
- Alsophila ferruginea (Christ) R.M.Tryon
- Alsophila firma (Baker) D.S.Conant
- Alsophila foersteri (Rosenst.) R.M.Tryon
- Alsophila fulgens (C.Chr.) D.S.Conant
- Alsophila fuliginosa Christ
- Alsophila gastonyi Lehnert
- Alsophila geluensis (Rosenst.) R.M.Tryon
- Alsophila glaberrima (Holttum) R.M.Tryon
- Alsophila glaucifolia R.M.Tryon
- Alsophila gleichenioides (C.Chr.) R.M.Tryon
- Alsophila grangaudiana (Janssen & Rakotondr.) J.P.Roux
- Alsophila gregaria Brause
- Alsophila grevilleana (Mart.) D.S.Conant
- Alsophila halconensis (Christ) R.M.Tryon
- Alsophila havilandii (Baker) R.M.Tryon
- Alsophila hebes (Janssen & Rakotondr.) Christenh.
- Alsophila hermannii R.M.Tryon
- Alsophila heterochlamydea (Copel.) R.M.Tryon
- Alsophila hildebrandtii (Kuhn) R.M.Tryon
- Alsophila hooglandii (Holttum) R.M.Tryon
- Alsophila hookeri (Thwaites) R.M.Tryon
- Alsophila horridula (Copel.) R.M.Tryon
- Alsophila hotteana (C.Chr. & Ekman) R.M.Tryon
- Alsophila humbertiana (C.Chr.) R.M.Tryon
- Alsophila humilis (Hieron.) Pic.Serm.
- Alsophila hyacinthei R.M.Tryon
- Alsophila hymenodes (Mett.) R.M.Tryon
- Alsophila imbricata (Alderw.) R.M.Tryon
- Alsophila imrayana (Hook.) D.S.Conant
- Alsophila incisoserrata (Copel.) C.Chr.
- Alsophila indiscriminata Lehnert
- Alsophila inquinans (Christ) R.M.Tryon
- Alsophila insulana (Holttum) R.M.Tryon
- Alsophila isaloensis (C.Chr.) R.M.Tryon
- Alsophila ivohibensis (C.Chr.) Christenh.
- Alsophila javanica (Blume) R.M.Tryon
- Alsophila jimeneziana D.S.Conant
- Alsophila jivariensis Hieron.
- Alsophila johnsii Lehnert
- Alsophila junghuhniana Kunze
- Alsophila katoi Lehnert & Coritico
- Alsophila kermadecensis (W.R.B.Oliv.) R.M.Tryon
- Alsophila kirkii (Hook.) R.M.Tryon
- Alsophila klossii (Ridl.) R.M.Tryon
- Alsophila lamoureuxii (W.N.Takeuchi) Lehnert & Coritico
- Alsophila lastii (Baker) R.M.Tryon
- Alsophila latebrosa Wall. ex Hook.
- Alsophila latipinnula (Copel.) R.M.Tryon
- Alsophila leichhardtiana F.Muell.
- Alsophila lepidoclada Christ
- Alsophila leptochlamys (Baker) R.M.Tryon
- Alsophila ligulata (Baker) R.M.Tryon
- Alsophila lisyae (Janssen & Rakotondr.) Christenh.
- Alsophila loerzingii (Holttum) R.M.Tryon
- Alsophila loheri (Christ) R.M.Tryon
- Alsophila longipes (Copel.) R.M.Tryon
- Alsophila longipinnata (Bonap.) R.M.Tryon
- Alsophila longispina (Janssen & Rakotondr.) Christenh.
- Alsophila loubetiana L.Linden
- Alsophila macgillivrayi Baker
- Alsophila macgregorii (F.Muell.) R.M.Tryon
- Alsophila macropoda (Domin) R.M.Tryon
- Alsophila magnifolia (Alderw.) R.M.Tryon
- Alsophila major Caluff & Shelton
- Alsophila manniana (Hook.) R.M.Tryon
- Alsophila mapahuwensis (M.Kato) Lehnert & Coritico
- Alsophila marattioides (Willd. ex Kaulf.) R.M.Tryon
- Alsophila masapilidensis (Copel.) R.M.Tryon
- Alsophila matitanensis R.M.Tryon
- Alsophila media (W.H.Wagner & Grether) R.M.Tryon
- Alsophila melleri (Domin) R.M.Tryon
- Alsophila meridionalis (Janssen & Rakotondr.) Christenh.
- Alsophila micra R.M.Tryon
- Alsophila microchlamys (Holttum) R.M.Tryon
- Alsophila microphylloides (Rosenst.) R.M.Tryon
- Alsophila milnei (Hook.f.) R.M.Tryon
- Alsophila minervae Lehnert
- Alsophila minor (D.C.Eaton) R.M.Tryon
- Alsophila modesta Baker
- Alsophila monosticha Christ
- Alsophila montana (Alderw.) R.M.Tryon
- Alsophila mossambicensis (Baker) R.M.Tryon
- Alsophila mostellaria Lehnert
- Alsophila muelleri (Baker) R.M.Tryon
- Alsophila murkelensis (M.Kato) Lehnert & Coritico
- Alsophila nebulosa Lehnert
- Alsophila negrosiana (Christ) R.M.Tryon
- Alsophila nigrolineata (Holttum) R.M.Tryon
- Alsophila nigropaleata (Holttum) R.M.Tryon
- Alsophila nilgirensis (Holttum) R.M.Tryon
- Alsophila nockii (Jenman) R.M.Tryon
- Alsophila nothofagorum (Holttum) Lehnert
- Alsophila novabrittanica Lehnert
- Alsophila obtecta (Rakotondr. & Janssen) Christenh.
- Alsophila obtusiloba Hook.
- Alsophila odonelliana (Alston) Lehnert
- Alsophila ohaensis (M.Kato) Lehnert & Coritico
- Alsophila oinops (Hassk.) R.M.Tryon
- Alsophila oosora (Holttum) R.M.Tryon
- Alsophila orientalis (T.Moore) R.M.Tryon
- Alsophila orthogonalis (Bonap.) R.M.Tryon
- Alsophila pachyrrhachis (Copel.) R.M.Tryon
- Alsophila pacifica Christenh.
- Alsophila pallidipaleata (Holttum) R.M.Tryon
- Alsophila parrisiae Lehnert
- Alsophila patellifera (Alderw.) R.M.Tryon
- Alsophila percrassa (C.Chr.) R.M.Tryon
- Alsophila perpelvigera (Alderw.) R.M.Tryon
- Alsophila perpunctulata (Alderw.) R.M.Tryon
- Alsophila perrieriana (C.Chr.) R.M.Tryon
- Alsophila physolepidota (Alston) R.M.Tryon
- Alsophila pilosula (Tardieu) R.M.Tryon
- Alsophila plagiostegia (Copel.) R.M.Tryon
- Alsophila polycarpa (Jungh.) R.M.Tryon
- Alsophila polystichoides Christ
- Alsophila portoricensis (Kuhn) D.S.Conant
- Alsophila pruinosa (Rosenst.) R.M.Tryon
- Alsophila pseudobellisquamara (Janssen & Rakotondr.) Christenh.
- Alsophila pseudomuelleri (Holttum) R.M.Tryon
- Alsophila punctulata Alderw.
- Alsophila pycnoneura (Holttum) R.M.Tryon
- Alsophila quadrata (Baker) R.M.Tryon
- Alsophila recurvata Brause
- Alsophila rigens (Rosenst.) R.M.Tryon
- Alsophila rolandii R.M.Tryon
- Alsophila roroka (Hovenkamp) Lehnert & Coritico
- Alsophila rosenstockii Brause
- Alsophila rubiginosa Brause
- Alsophila rufopannosa (Christ) R.M.Tryon
- Alsophila rupestris (Maxon) Gastony & R.M.Tryon
- Alsophila saccata (Christ) R.M.Tryon
- Alsophila sechellarum (Mett.) R.M.Tryon
- Alsophila semiamplectens (Holttum) R.M.Tryon
- Alsophila serratifolia (Baker) R.M.Tryon
- Alsophila setosa Kaulf.
- Alsophila setulosa (Copel.) R.M.Tryon
- Alsophila similis (C.Chr.) R.M.Tryon
- Alsophila simulans Baker
- Alsophila sinuata (Hook. & Grev.) R.M.Tryon
- Alsophila smithii (Hook.f.) R.M.Tryon
- Alsophila societarum (Baker) Christenh.
- Alsophila solomonensis (Holttum) R.M.Tryon
- Alsophila speciosa C.Presl
- Alsophila spinulosa (Wall. ex Hook.) R.M.Tryon
- Alsophila stelligera (Holttum) R.M.Tryon
- Alsophila sternbergii (Pohl) D.S.Conant
- Alsophila subtripinnata (Holttum) R.M.Tryon
- Alsophila sumatrana (Baker) R.M.Tryon
- Alsophila sundueana Lehnert
- Alsophila suprasora Panigrahi & Sarn.Singh
- Alsophila tahitensis Brack.
- Alsophila tanzaniana R.M.Tryon
- Alsophila telefominensis Lehnert
- Alsophila tenuis Brause
- Alsophila ternatea (Alderw.) R.M.Tryon
- Alsophila thomsonii (Baker) R.M.Tryon
- Alsophila tricolor (Colenso) R.M.Tryon
- Alsophila tryoniana (Gastony) D.S.Conant
- Alsophila tsaratananensis (C.Chr.) R.M.Tryon
- Alsophila tsilotsilensis (Tardieu) R.M.Tryon
- Alsophila tussacii (Desv.) D.S.Conant
- Alsophila tuyamae (H.Ohba) Nakaike
- Alsophila urbani (Brause) R.M.Tryon
- Alsophila valdesquamata (Janssen & Rakotondr.) Christenh.
- Alsophila vandeusenii (Holttum) R.M.Tryon
- Alsophila veitchii Baker
- Alsophila vieillardii (Mett.) R.M.Tryon
- Alsophila viguieri (Tardieu) R.M.Tryon
- Alsophila walkerae (Hook.) J.Sm.
- Alsophila weidenbrueckii Lehnert
- Alsophila welwitschii (Hook.) R.M.Tryon
- Alsophila wengiensis Brause
- Alsophila woodwardioides (Kaulf.) D.S.Conant
- Alsophila woollsiana F.Muell.
- Alsophila zakamenensis (Tardieu) R.M.Tryon

## Hybriden
- Alsophila × boytelii Caluff & Shelton
- Alsophila × fagildei Caluff & Shelton
- Alsophila × marcescens (N.A.Wakef.) R.M.Tryon
- Alsophila × medinae Caluff & Shelton